# Eleição para governador do Texas em 2010
A eleição para governador do estado americano do Texas em 2010 aconteceu na terça-feira 2 de novembro de 2010 para eleger o governador do Texas, terá um mandato de quatro anos, iniciando em 18 de janeiro de 2011 e terminando em 20 de janeiro de 2015.
Na primária republicana realizada no dia 2 de março, Rick Perry enfrentou a então senadora do Texas Kay Bailey, e Debra Medina, Perry ganhou a indicação de seu partido com 51% votos, evitando assim um segundo turno. No mesmo dia, sete candidatos concorreram a nomeação democrata, o ex-prefeito de Houston, Bill White ganhou a primária do partido, alcançando 76 por cento dos votos. Kathie Glass ganhou a nomeação do Partido Libertário em sua convenção estadual em Austin realizada em 12 de junho.
O Partido Verde decidiu que Deb Shafto será candidato a governador do Texas em 7 de julho de 2010.
O vice-governador do Texas é eleito com uma eleição separada. Com o resultado, o governador eleito e o vice-governador eleito, pode ser, e que no passado foi, de diferentes partidos políticos. Para a eleição a vice-governador, Linda Chávez-Thompson ganhou a nomeação do Partido Democrata e evitou um segundo turno, o vice-governador republicano David Dewhurst foi eleito com unanimidade em sua reeleição. Scott Jameson é o candidato do Partido Libertário.

## Primária democrata
| Primária Democrata | Primária Democrata | Primária Democrata | Primária Democrata | Primária Democrata | Primária Democrata |
| Partido            | Candidato          | Votos              | %                  |                    |                    |
| Democrata          | Bill White         | 516.621            | 76%                |                    |                    |
| Democrata          | Farouk Shami       | 87.268             | 12,8%              |                    |                    |
| Democrata          | Felix Alvarado     | 33.708             | 5%                 |                    |                    |
| Democrata          | Outros             | 42.280             | 6,2%               |                    |                    |
| ------------------ | ------------------ | ------------------ | ------------------ | ------------------ | ------------------ |

## Primária republicana

Resultados da primária republicana para governador por concelhos

| Primária Republicana | Primária Republicana | Primária Republicana | Primária Republicana | Primária Republicana | Primária Republicana |
| Partido              | Candidato            | Votos                | %                    |                      |                      |
| Republicano          | Rick Perry           | 758.222              | 51,1%                |                      |                      |
| Republicano          | Kay Bailey Hutchison | 450.196              | 30,3%                |                      |                      |
| Republicano          | Debra Medina         | 275.693              | 18,6%                |                      |                      |
| -------------------- | -------------------- | -------------------- | -------------------- | -------------------- | -------------------- |

## Candidatos

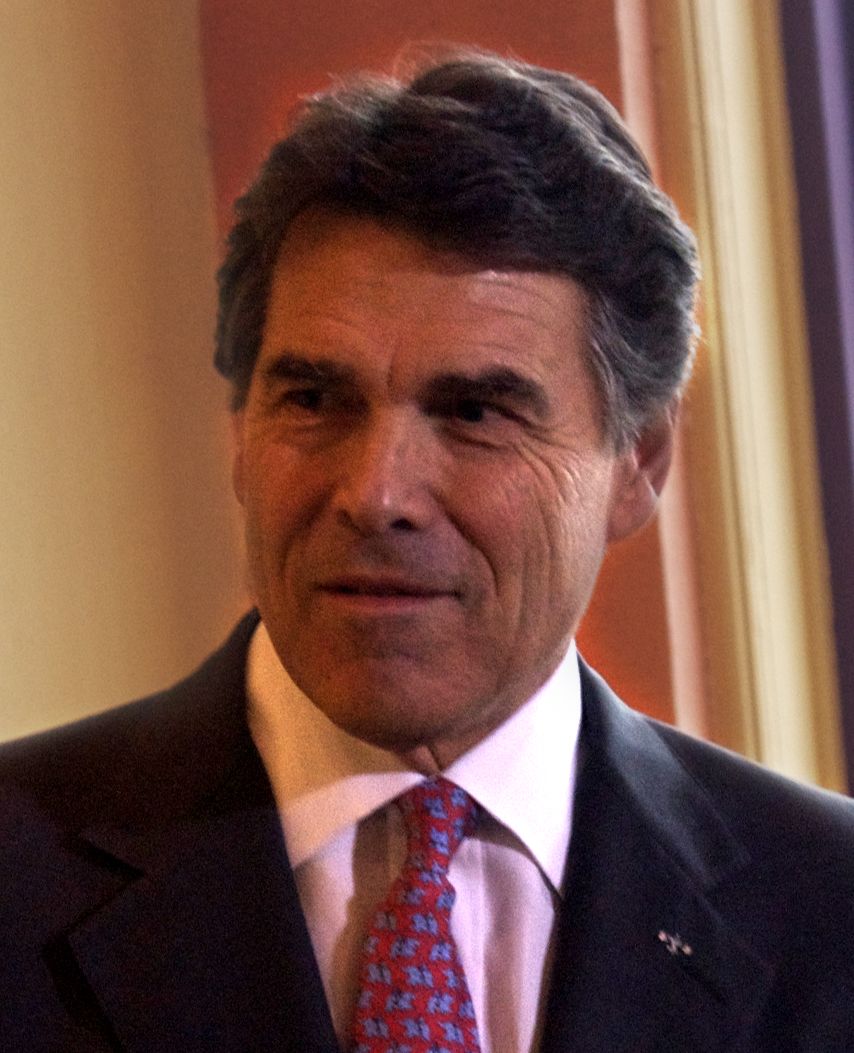
Rick Perry
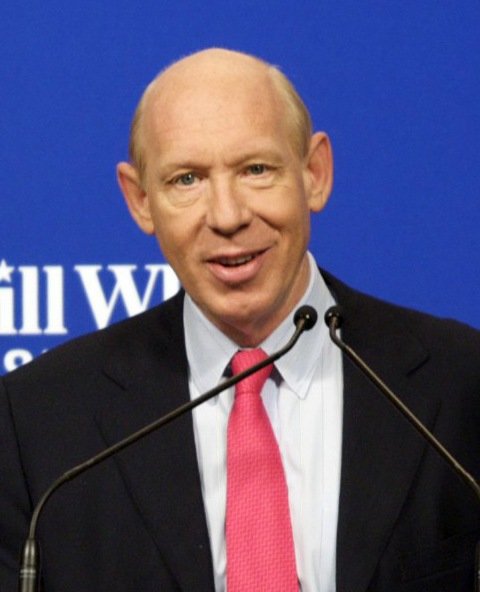
Bill White

## Eleição Geral
| Eleição para governador do Texas em 2010 | Eleição para governador do Texas em 2010 | Eleição para governador do Texas em 2010 | Eleição para governador do Texas em 2010 | Eleição para governador do Texas em 2010 | Eleição para governador do Texas em 2010 |
| Partido                                  | Partido                                  | Candidato                                | Votos                                    | %                                        | ±%                                       |
| Republicano                              | Republicano                              | Rick Perry                               | 2.733.784                                | 55,2                                     | +16,2                                    |
| Democrata                                | Democrata                                | Bill White                               | 2.102.606                                | 42,3                                     | +12,6                                    |
| ---------------------------------------- | ---------------------------------------- | ---------------------------------------- | ---------------------------------------- | ---------------------------------------- | ---------------------------------------- |